# Línea del Corgo
La Línea del Corgo es una línea de ferrocarril retirada del servicio, que unía las localidades de Chaves y Régua, en Portugal; fue inaugurada el 1 de abril de 1910, con la llegada del convoy a Vila Real, y concluida  el 28 de  agosto de 1921, con la llegada a Chaves. El tramo entre Vila Real y Chaves fue cerrado en 1990, mientras que la conexión entre Régua y Vila Real fue desactivada por obras el 25 de marzo de 2009, siendo totalmente cerrada por la Red Ferroviaria Nacional en julio de 2010.

## Descripción

### Material circulante
En 1975, la operadora Caminhos de Ferro Portugueses empleó, en esta línea, locomotoras de la CP Serie 9000, y, en 1982, de la CP Serie 9020.

### Vía
Posee una extensión de 96,200 km, siendo toda ella en ancho métrico.

#### Tramo entre Ribeiro de Varges y Vila Pouca de Aguiar
Según el plan aprobado en 1905, el tramo entre Ribeiro de Varges y Vila Pouca medía, exactamente, 14.076,40 m, siendo 3803,16 m en curva, con un desnivel de apenas 73 m; este trazado era mucho menos sinuoso que el primero de la Línea del Corgo, teniendo sólo cuarenta curvas, teniendo cinco de ellas un radio de 80 m, y catorce, de 100 m La extensión de las vías en línea recta era de cerca de 5 km, siendo 976,40 m en descenso, y el resto del trazado en rampas de reducida inclinación, excepto tres; una se situaba inmediatamente antes de la estación de Vila Pouca, que ascendía 25 milímetros en 580 m, otra crecía en 20 mm por 580 m, y la tercera presentaba un ascenso de 19 mm en 560 m. Todas las otras rampas en el tramo tenían de dos a diez mm de inclinación. En términos de obras de arte, este tramo incluía numerosos sifones y acuedutos, dos pontones, con 6 y 4 m de longitud, y dos puentes metálicos, uno sobre la Ribera del Tourencinho, y otra sobre el Río Corgo. Después de Vila Pouca, la línea sigue el valle del Río Avelâmes hasta la población de Pedras Salgadas.

#### Tramo entre Vila Pouca de Aguiar y Pedras Salgadas
Este tramo se describe como más difícil que el anterior; puesto que para descender de Villa Pouca de Aguiar hasta las proximidades de Pedras Salgadas, la vía tenía que descender 151,60 m en 7,200 km, lo que corresponde a una inclinación media de 22 mm. La vía hace, luego al norte de la localidad de Vila Pouca, un viraje de reducidas dimensiones, dado que las vertientes en el margen del Río Avelâmes no eran adecuadas para este trazado. Así, el tramo presentaba, según el plan aprobado en 1905, 63 curvas, totalizado 3.037,77 m; 29 con cerca de 75 m de radio, doce de 80 m, y once con 100 m. Entre las curvas de sentidos opuestos, apenas fue necesario dejar, en un punto, un alineamiento de 21,28 m. El perfil de la línea mostraba tres rectas, una de 340 m en el extremo de la estación de Piedras Salgadas, y dos con 160 m cada una; el trazado restante, con 6.540 m de extensión, era en rampa, con inclinaciones entre los 22 y 23 mm, excepto una, de 16 mm en 260 m. Tan solo destaca un pequeño descenso de 500 m en que fue necesario exceder el límite de 25 mm de inclinación. En términos de obras de arte, solo fue preciso construir algunos acueductos, y un paso inferior de 3 m; en este tramo, solo estaba proyectada una estación, de 2.ª clase, en Pedras Salgadas, estando prevista la instalación de un apeadero en el PK 3,500, para servir las localidades de Vila Meã (freg. São Tomé do Castelo), Sampaio y Nuzedo.

### Obras de arte

#### Puente de Tourencinho
Este puente, de construcción metálica, presenta ocho metros de longitud, estando constituido por una viga de hormigón, sobre refuerzos de mampostería.

#### Puente del Corgo
Esta obra de arte atraviesa el Río Corgo junto a Vila Pouca de Aguiar; el tablero tiene cerca de 20 metros de longitud y 2 metros de altura, y se presenta con un tablero inferior en valle muy abierto. Las calles tienen, cada una, 15 m de longitud.

#### Puente del Corgo (Línea del Duero)
Este puente se inserta en el tramo entre las Estaciones de Régua y Pinhão de la Línea del Duero, que fue inaugurado el 1 de junio de 1880.

## Historia

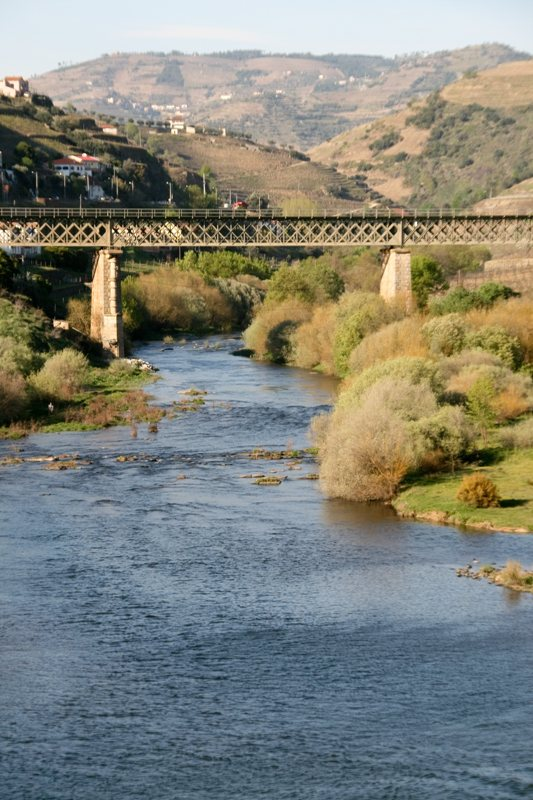
Puente del Corgo.

Esta línea fue planeada desde el Siglo XIX, como forma de unir las estancias termales de Vidago y Pedras Salgadas, y las importantes localidades de Vila Pouca de Aguiar, Vila Real y Chaves en la Línea del Duero.
Después de varias tentativas y concursos infructíferos, el gobierno decidió llevar a cabo la construcción de esta línea, a través de los Ferrocarriles del Estado. Las obras se iniciaron en 1903, siendo el primer tramo, de Régua a Vila Real, inaugurado el 12 de mayo de 1906.
La línea llegó a Pedras Salgadas el 15 de julio de 1907, a Vidago el 20 de marzo de 1910, a Tâmega el 20 de junio de 1919, y a Chaves el 28 de agosto de 1921.
En 1990, fue cerrado el tramo entre Chaves y Vila Real.; el resto de la Línea, entre Vila Real y Régua, quedó sin servicios, por motivos de obras,  el 25 de marzo de 2009, siendo definitivamente suprimida a finales de 2011. Los servicios de autobuses, que habían sido creados para sustituir los convoyes en esta línea, terminaron el 1 de enero de 2012.

## Movimiento Cívico por la Línea del Corgo
El Movimiento Cívico por la Línea del Corgo, o simplemente MCLC, es un grupo de ciudadanos que pretende promover y divulgar la Línea del Corgo tanto en la región donde esta se inserta como fuera de esta, a través de la información sobre las condiciones de la vía, su historia y necesidades de la población por ella servida.
Acompañando las varias noticias sobre la Línea del Corgo, y reivindicando y mostrado soluciones a los dirigentes de los valles del Corgo y del Alto Tâmega, promovió ya una concentración en la estación de Vila Real por la reapertura tanto del tramo Régua - Vila Real como del resto del tramo hasta Chaves, que contó con la presencia de cerca de cien ciudadanos de la región, servidos por la Línea del Corgo, incluyendo ex-ferroviarios y ferroviarios en activo.